# ジョン・アイアランド (セントポール大司教)
ジョン・アイアランド（John Ireland、1838年9月11日 - 1918年9月25日）は、アメリカ合衆国のカトリック教会のセントポール大司教である。

## 生涯
1838年、アイルランドのキルケニー県に生まれ、10歳の時に両親に連れられてアメリカ合衆国に移住した。南北戦争にもチャプレンとして従軍した。マルクス主義や共産主義に傾倒する可能性を恐れた米国カトリック教会首脳部は、信徒による労働組合結成を禁止しようとした。これに対してアイアランド大司教は、教会が労働組合を禁止すると、信徒たちが教会から離れてしまうのではないかと懸念した。1885年にセント・トーマス・アカデミーを設立した他、1887年に設立されたアメリカ・カトリック大学の名付け親となった。民族主義者だったアイアランド大司教は、ドイツ系信徒を遠ざけた他、東方典礼カトリック教会の受け入れを拒否した。